# لوري هيكوكس
لوري هيكوكس (بالإنجليزية: Laurie Hickox)‏ هي متزلجة فنية أمريكية، ولدت في 6 ديسمبر 1945 في سان فرانسيسكو في الولايات المتحدة، وتوفيت في 15 فبراير 1961.